# SZD-17 Jaskółka L
SZD-17 Jaskółka L (Laminarna) – polski, jednomiejscowy, szybowiec wysokowyczynowy zaprojektowany w Szybowcowym Zakładzie Doświadczalnym w Bielsku-Białej.

## Historia

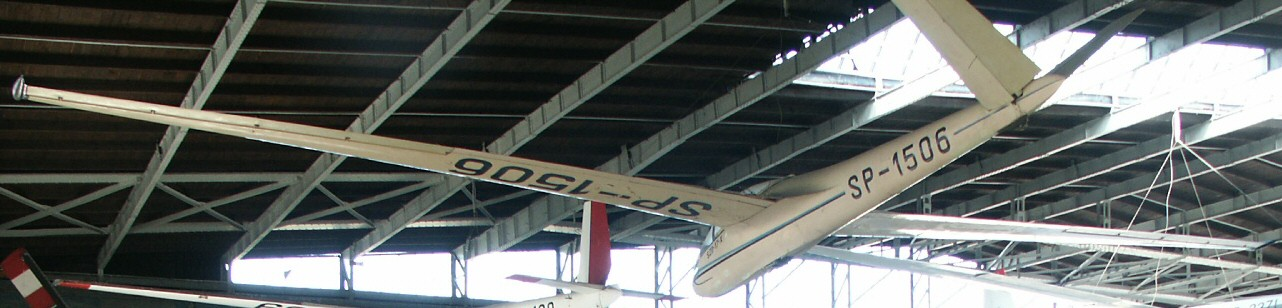
Szybowiec SZD-17 Jaskółka L w zbiorach Muzeum Lotnictwa Polskiego w Krakowie

Na bazie szybowca SZD-8 Jaskółka Szybowcowy Zakład Doświadczalny przystąpił do opracowania dokumentacji szybowca z laminarnym skrzydłem, dużymi zbiornikami wody i usterzeniem motylkowym inż. Rudlickiego. Został on skonstruowany przez Tadeusza Kostię i Jana Dyrka,. Prototyp szybowca o numerze rejestracyjnym SP-1504, został oblatany w marcu 1956 r. przez Adama Zientka na lotnisku w Bielsku. Szybowiec przeznaczony był dla garstki pilotów kadry narodowej, miał służyć jako sprzęt wysokowyczynowy, rekordowy oraz miał reprezentować barwy polskie na mistrzostwach świata w Saint-Yan w 1956 r.. W konstrukcji zwrócono dużą uwagę na poprawność kształtu kadłuba, w celu uzyskania jak najmniejszych oporów. Szybowiec wyposażono w aparaturę radiową, instalacje tlenową i odgromową.
Szybowiec nie spełnił oczekiwań konstruktorów i zbudowano tylko 4 egzemplarze o numerach rejestracyjnych od SP-1504 do SP-1507. Były wykorzystywane przez pilotów kadry do lotów wyczynowych oraz startu w zawodach krajowych. W listopadzie 1977 r. szybowiec o numerze rej. SP-1506 został przekazany do Muzeum Lotnictwa Polskiego w Krakowie.

## Konstrukcja
Jednomiejscowy średniopłat o konstrukcji drewnianej z zakrytą kabiną.
Kadłub konstrukcji półskorupowej o przekroju owalnym kryty sklejką, a w miejscach powierzchni nierozwijalnych laminatem.
Usterzenie Rudlickiego (motylkowe), składane do transportu, konstrukcji drewnianej. Stateczniki kryte sklejką, stery płótnem.
Podwozie jednotorowe, złożone z koła głównego (można go było używać w położeniu całkowicie wysuniętym lub półschowanym) oraz płozy ogonowej.
Skrzydło o zwichrzeniu geometrycznym 1° ma na całej rozpiętości profil laminarny, wyposażone w  klapy krokodylowe i metalowe hamulce aerodynamiczne. W kesonie przednim wbudowane trzy zbiorniki wodne wykonane ze stopów lekkich, mieszczące w każdym skrzydle po 60 dm3 wody. Na końcach skrzydeł podpórki wyklepane z blachy duralowej służące jako płozy.